# Catedral de Novara

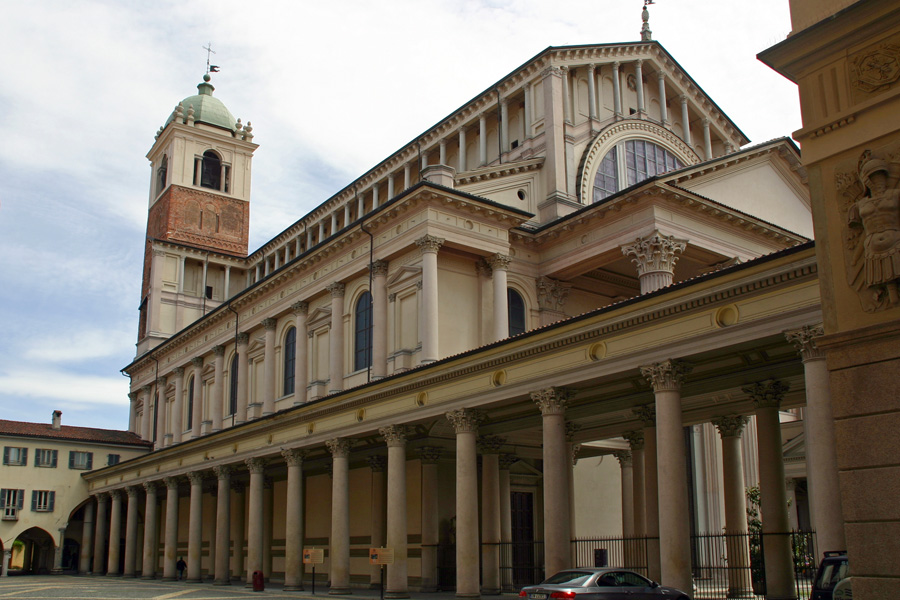
Fachada do Duomo di Novara.

Catedral de Novara (em italiano:  Duomo di Novara ou Cattedrale di Santa Maria Assunta) dedicada a Santa Maria Assunta, é um imponente edifício religioso neoclássico, construído entre 1863 e 1869, de acordo com o projeto do arquiteto Alessandro Antonelli. É o principal local de culto católico da cidade de Novara, situado no centro da Piazza della Repubblica, sobre as fundações de uma antiga igreja paleocristã, conceitualmente aceite como "catedral", na época do primeiro bispo de Novarra, San Gaudenzio. A antiga basílica românica, cuja construção remonta a finais do século XI e inícios do século XII foi demolida para dar lugar à atual construção. É a sede Episcopal da diocese homónima e foi remodelada no século XIX pelo arquiteto Alessandro Antonelli, conhecido por ter projetado a Mole Antonelliana em Turim.
Colossal e de complexa composição arquitetónica, do projeto de Antonelli não foram consumados o pórtico a sul, o transepto, a cúpula e o presbitério. A ala com a nave central coberta por uma abóbada de berço e as duas laterais é complementada pelos altares laterais, de Antonelli, o presbitério de Melchioni e o grande crucifixo medieval em madeira dourada colocado sobre o altar comunitário.